# Frank Gehry
Frank Owen Goldberg (Toronto, 28 de febrero de 1929), conocido como Frank Gehry, es un arquitecto canadiense asentado en Estados Unidos, ganador del Premio Pritzker y reconocido por las innovadoras y peculiares formas de los edificios que ha diseñado.
Su Museo Guggenheim en Bilbao, España, que se completó en 1997 y tenía un diseño extraordinariamente expresivo, tuvo y sigue teniendo un impacto tan fuerte en la ciudad y más allá que Bilbao pudo desarrollarse de una antigua ciudad industrial a una moderna "ciudad cultural". Este cambio fue tan ejemplar que ahora tiene su propio término técnico: el efecto Bilbao.

## Biografía

### Primeros años
Gehry nació como Frank Owen Goldberg el 28 de febrero de 1929, en Toronto, Ontario, de padres Sadie Thelma (de soltera Kaplanski/Caplan) e Irving Goldberg. Su padre nació en Brooklyn, Nueva York, de padres judíos rusos, y su madre era una inmigrante judía polaca nacida en Łódź. Niño creativo, fue alentado por su abuela, Leah Caplan, con quien construyó pequeñas ciudades con trozos de madera.  Con estos restos de la ferretería de su marido, le entretenía durante horas, construyendo casas imaginarias y ciudades futuristas en el suelo del salón.

### Educación
En 1947 se trasladó con sus padres a Los Ángeles y en 1954 se graduó en Arquitectura en la Universidad del Sur de California (USC), obteniendo más tarde la nacionalidad estadounidense. Su familia era de origen judío-polaco; su padre se dedicaba al comercio de materiales y su madre era melómana, apasionado por la música. El mismo año de su graduación, año en que también se cambió el nombre por presiones de su exmujer, comenzó a trabajar en el estudio de Victor Gruen y asociados en Los Ángeles. Tuvo que ausentarse durante un año para hacer el servicio militar y, a su regreso, fue admitido en la Escuela de Diseño en la Universidad Harvard para estudiar Urbanismo. A su regreso a Los Ángeles se incorporó nuevamente al despacho de Gruen.
Según Gehry, "era camionero en Los Ángeles, iba al City College e intenté ser locutor de radio, pero no se me daba muy bien. Probé con la ingeniería química, que no se me daba muy bien y no me gustaba, y entonces me acordé. Ya sabes, de alguna manera empecé a devanarme los sesos sobre, '¿Qué me gusta?' ¿Dónde estaba? ¿Qué me entusiasmaba? Y me acordé del arte, de que me encantaba ir a museos, mirar cuadros y escuchar música. Esas cosas venían de mi madre, que me llevaba a conciertos y museos. Me acordé de la abuela y de los bloques, y por una corazonada, probé con unas clases de arquitectura." Gehry se licenció en Arquitectura por la Universidad del Sur de California en 1954.
En otoño de 1956, se trasladó con su familia a Cambridge (Massachusetts), donde estudió urbanismo en la Harvard Graduate School of Design. Se marchó antes de terminar el programa, desanimado y "decepcionado". Sus ideas progresistas sobre la arquitectura socialmente responsable no llegaron a materializarse,  y la gota que colmó el vaso se produjo cuando asistió a una discusión sobre el "proyecto secreto en curso" de un profesor: un palacio que estaba diseñando para el dictador derechista cubano Fulgencio Batista (1901-1973).

## Carrera
En 1961, ya casado y con dos hijas, Gehry se trasladó con su familia a París, donde trabajó en el estudio de André Rémondet. La educación francófona que había recibido en Canadá le fue de gran ayuda para desenvolverse en París. Permaneció un año, durante el cual estudió las obras de Le Corbusier y otros arquitectos franceses y europeos, así como las iglesias románicas existentes en Francia.

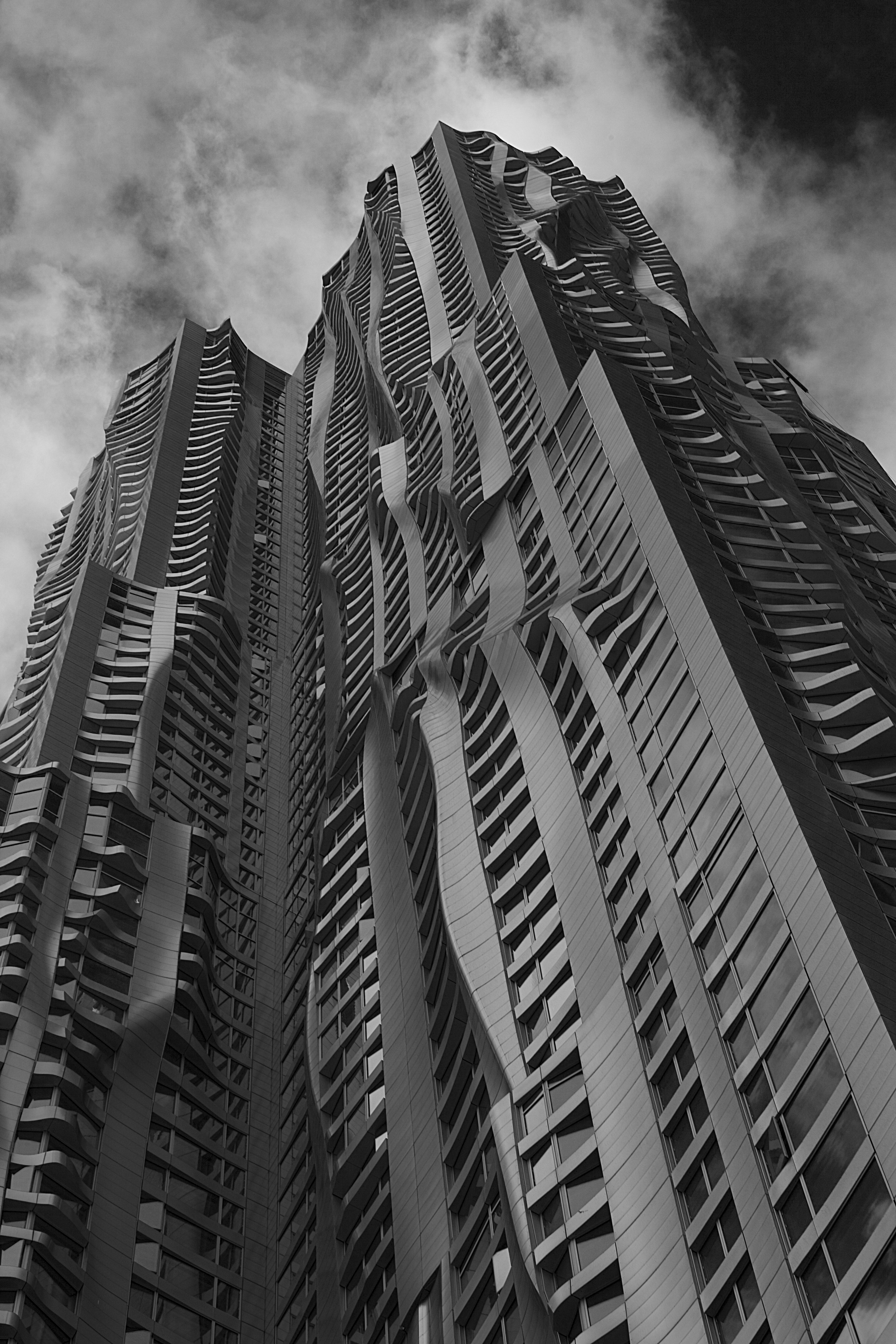
Rascacielos New York by Gehry (octubre de 2010).

Cuando regresó a Los Ángeles, Gehry abrió su propio despacho de arquitectura. En los años siguientes fue desarrollando su estilo arquitectónico personal y ganando reconocimiento nacional e internacional. Su arquitectura es impactante, realizada frecuentemente con materiales inacabados. En un mismo edificio incorpora varias formas geométricas simples, que crean una corriente visual entre ellas. Sus diseños no son fáciles de valorar para el observador inexperto, ya que una buena parte de la calidad de diseño se encuentra en el juego de volúmenes y en los materiales empleados en las fachadas, preferentemente el metal, en todo lo cual solo el entendido reconoce enteramente la armonía y el diseño estructural.
Gehry es uno de los arquitectos contemporáneos que considera que la arquitectura es un arte, en el sentido de que una vez terminado un edificio, este debe ser una obra de arte, como si fuese una escultura. Para acercarse cada vez más a este ideal, Gehry ha ido trabajando en sus sucesivos proyectos en esta dirección, sin abandonar otros aspectos primordiales de la arquitectura, como la funcionalidad del edificio o la integración de este en el entorno.
Habiendo crecido en Canadá, Gehry es un gran aficionado al hockey. En 2004 diseñó el trofeo de la Liga Mundial de Hockey.

## Premios

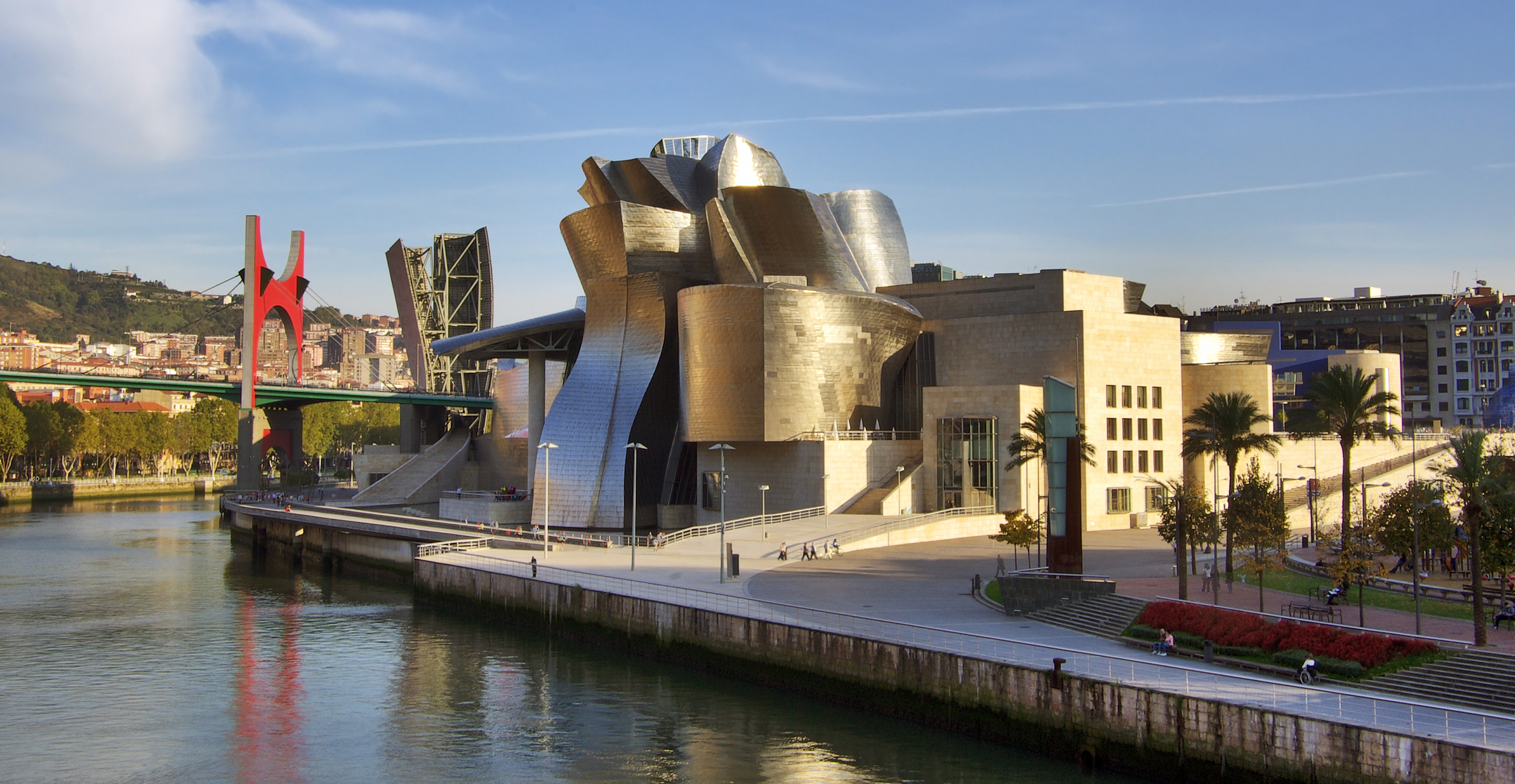
Museo Guggenheim, Bilbao.

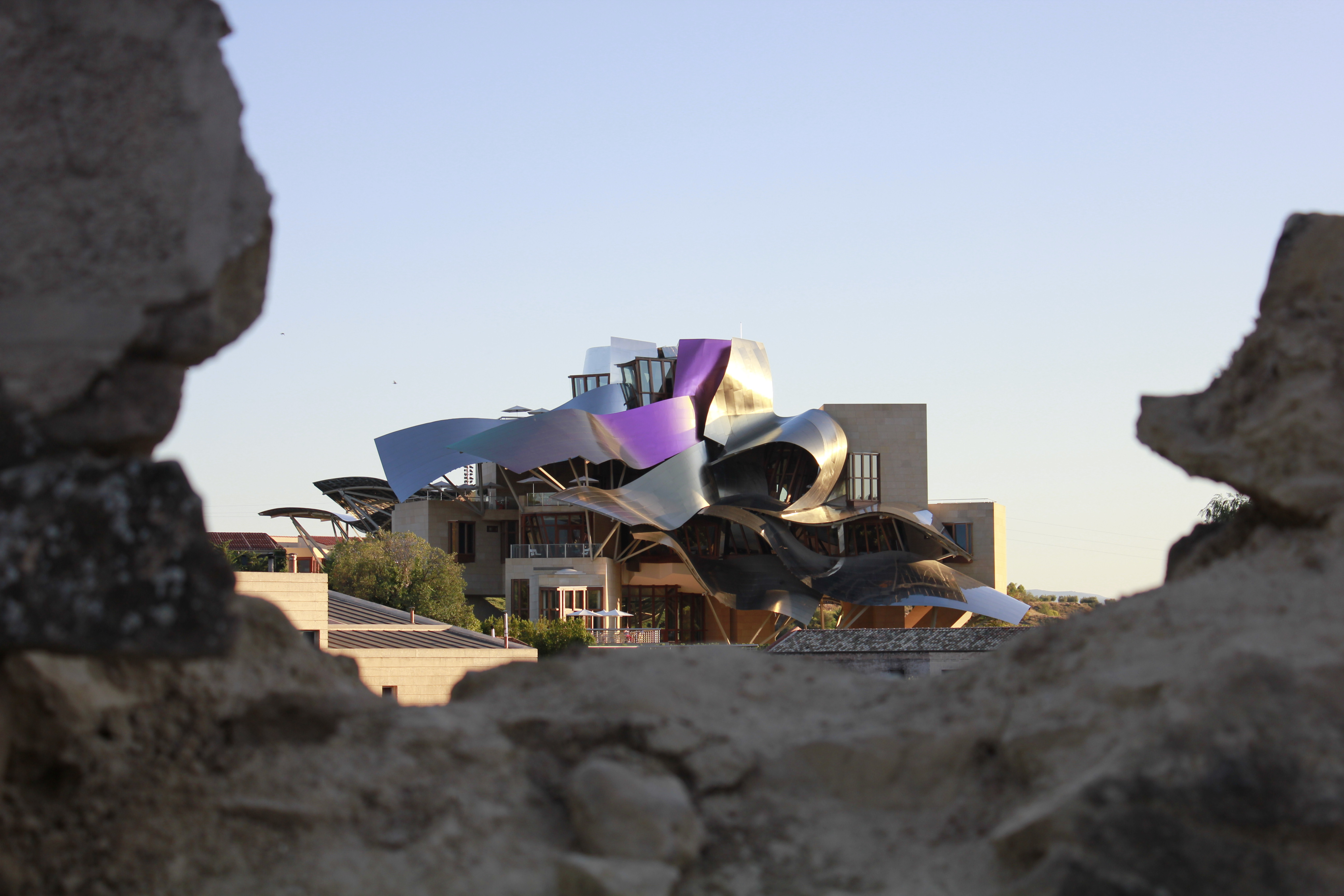
Bodega-Hotel Marqués de Riscal en Elciego (Álava).

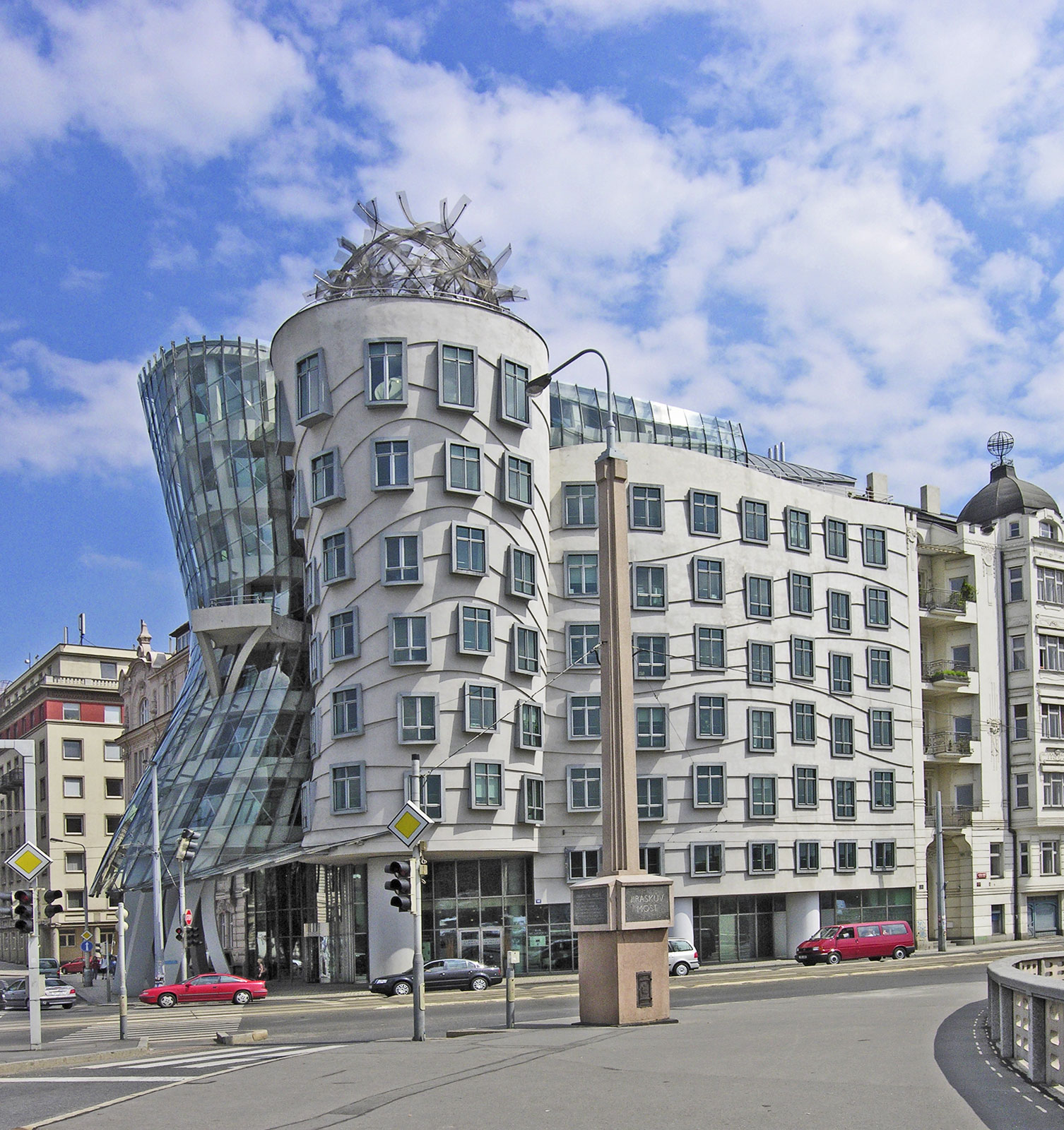
Casa Danzante, Praga.

En reconocimiento a su labor, Frank Gehry ha recibido numerosos y prestigiosos premios y distinciones, como las siguientes:
- 1977 - Arnold W. Brunner Memorial Prize in Architecture (American Academy of Arts and Letters).
- 1989 - Premio Pritzker.
- 1992 - Premio de la Fundación Wolf de las Artes (Arquitectura).
- 1992 - Praemium Imperiale Award for Architecture, de la «Japan Art Association».
- 1994 - Premio Dorothy and Lillian Gish.
- 1998 - National Medal of Arts (AEB).
- 1998 - Premio Friedrich Kiesler.
- 1999 - Medalla de Oro del AIA, American Institute of Architects (AEB).
- 2000 - Medalla de Oro, Royal Institute of British Architects.
- 2002 - Gold Medal for Architecture (American Academy of Arts and Letters).
- 2002 - Comendador de la Orden de Canadá.
- 2003 - Medalla de Plata de Caldes de Malavella.
- 2008 - Gran Cruz de la Orden de Carlomagno del Principado de Andorra (luego la rechazó).
- 2014 - Premio Príncipe de Asturias de las Artes.
- 2020 - Medalla Páez de las Artes, Nueva York (VAEA).

## Obras representativas
- Casa Gehry (California).

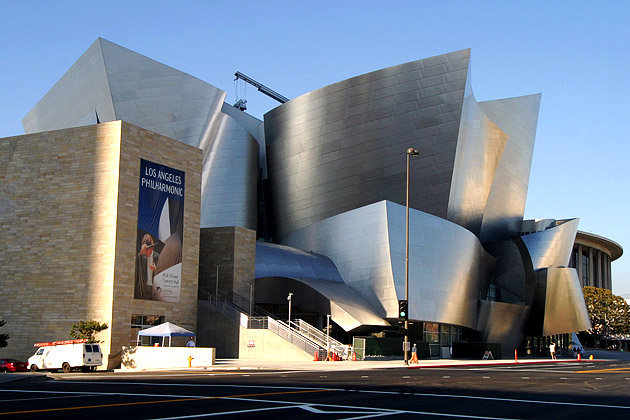
Sala de Conciertos Walt DisneyLos Ángeles, EE. UU.

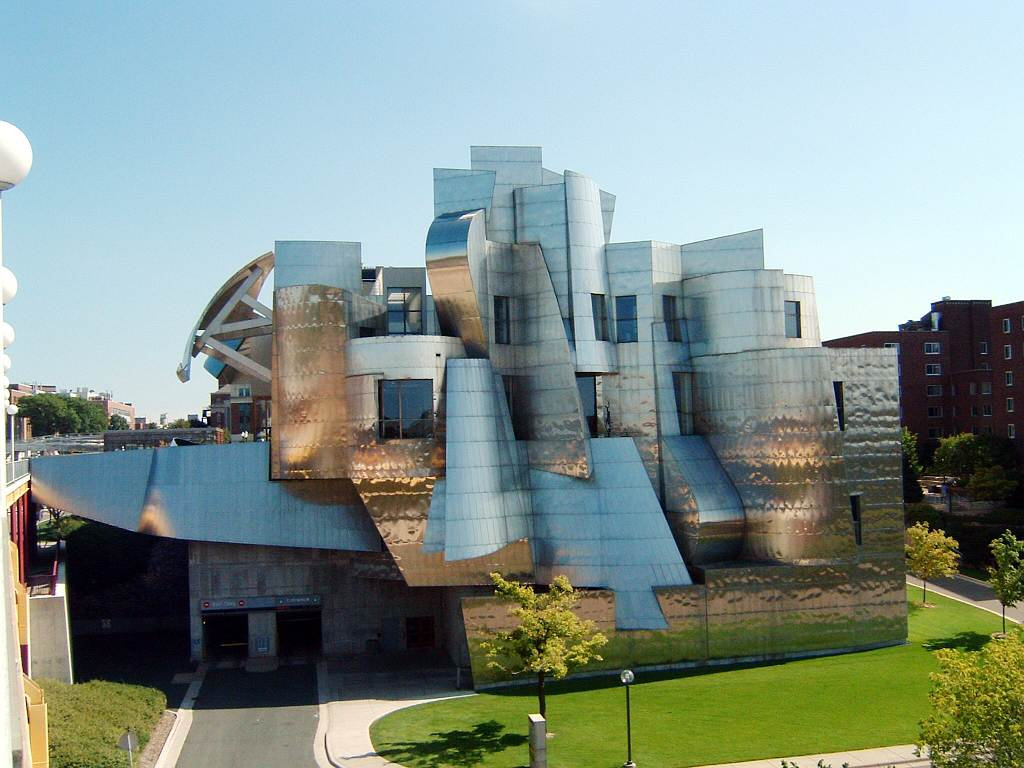
Museo de Arte Weisman.

- Lou Ruvo Brain Institute, Las Vegas, EE. UU.
- Museo Guggenheim Bilbao, Bilbao, España.
- Bodega-Hotel Marqués de Riscal, Elciego (Álava), España.
- Casa Danzante, Praga, República Checa.
- Edificio del Banco DG, Berlín, Alemania.
- Centro Stata, Instituto Tecnológico de Massachusetts, Boston, EE. UU.
- Edificio Peter B. Lewis, Cleveland, Ohio, EE. UU.
- Escuela de Management Weatherhead, Cleveland, Ohio, EE. UU.
- Centro de Exposiciones, Columbia, Maryland, EE. UU.
- Centro postal Merriweather, Columbia, Maryland, EE. UU.
- Sede principal de Rouse Company, Columbia, Maryland, EE. UU.
- Centro Maggie's Dundee, Dundee, Escocia.
- Torre Gehry, Hannover, Alemania.
- Sala de Conciertos Walt Disney, Los Ángeles, EE. UU.
- Museo Experience Music Project, Seattle, EE. UU.
- Universidad de Minnesota, Mineápolis, Minnesota, EE. UU.
- Museo de Arte Weisman, Mineápolis, Minnesota, EE. UU.
- Pabellón Jay Pritzker, Chicago, Illinois, EE. UU.
- El Pez dorado en el Puerto Olímpico de Barcelona, España.
- Vitra Design Museum en Weil am Rhein.
- Biomuseo en la Ciudad de Panamá, Panamá.
- En 2011 inauguró el rascacielos New York by Gehry, también conocido como 8 Spruce Street, levantado en la ciudad de Nueva York, un ansiado proyecto del arquitecto canadiense. Con 76 plantas y 265 metros de altura, el edificio es la torre residencial más alta de Estados Unidos. Construida con 10 500 paneles de titanio y hierro, el edificio semeja estar en constante mutación. Está situado cerca del Woolworth Building, un rascacielos construido en 1913. El edificio alberga una escuela pública, aunque las aulas no las diseñó Gehry.[17]

## Miscelánea
- El director Sydney Pollack dirigió un documental en 2005 sobre la obra y el trabajo de Frank Gehry titulado Sketches of Frank Gehry (en español, Apuntes de Frank Gehry).
- En 2009 Frank Gehry diseñó un sombrero para la artista pop Lady Gaga con motivo de un musical benéfico, colaboración entre Lady Gaga y Francesco Vezzoli, celebrado en Los Ángeles en noviembre de 2009.

## Imágenes de otros edificios del arquitecto

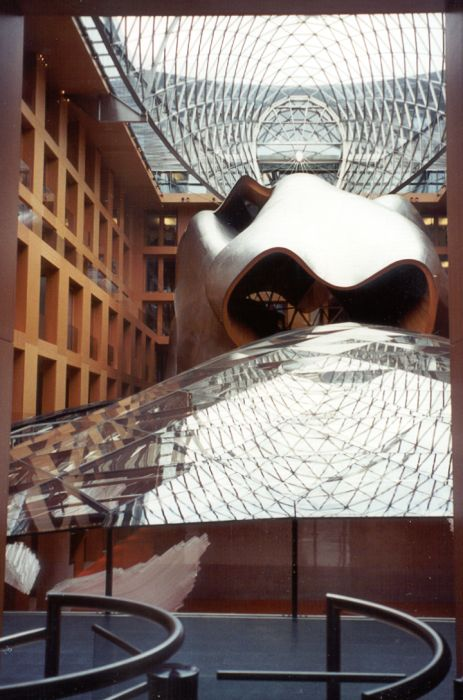
Vestíbulo del DG Bank.
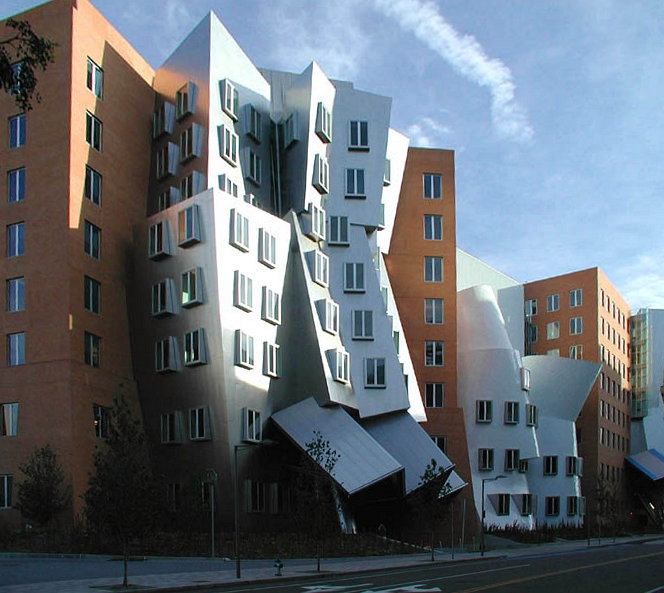
Centro Stata.
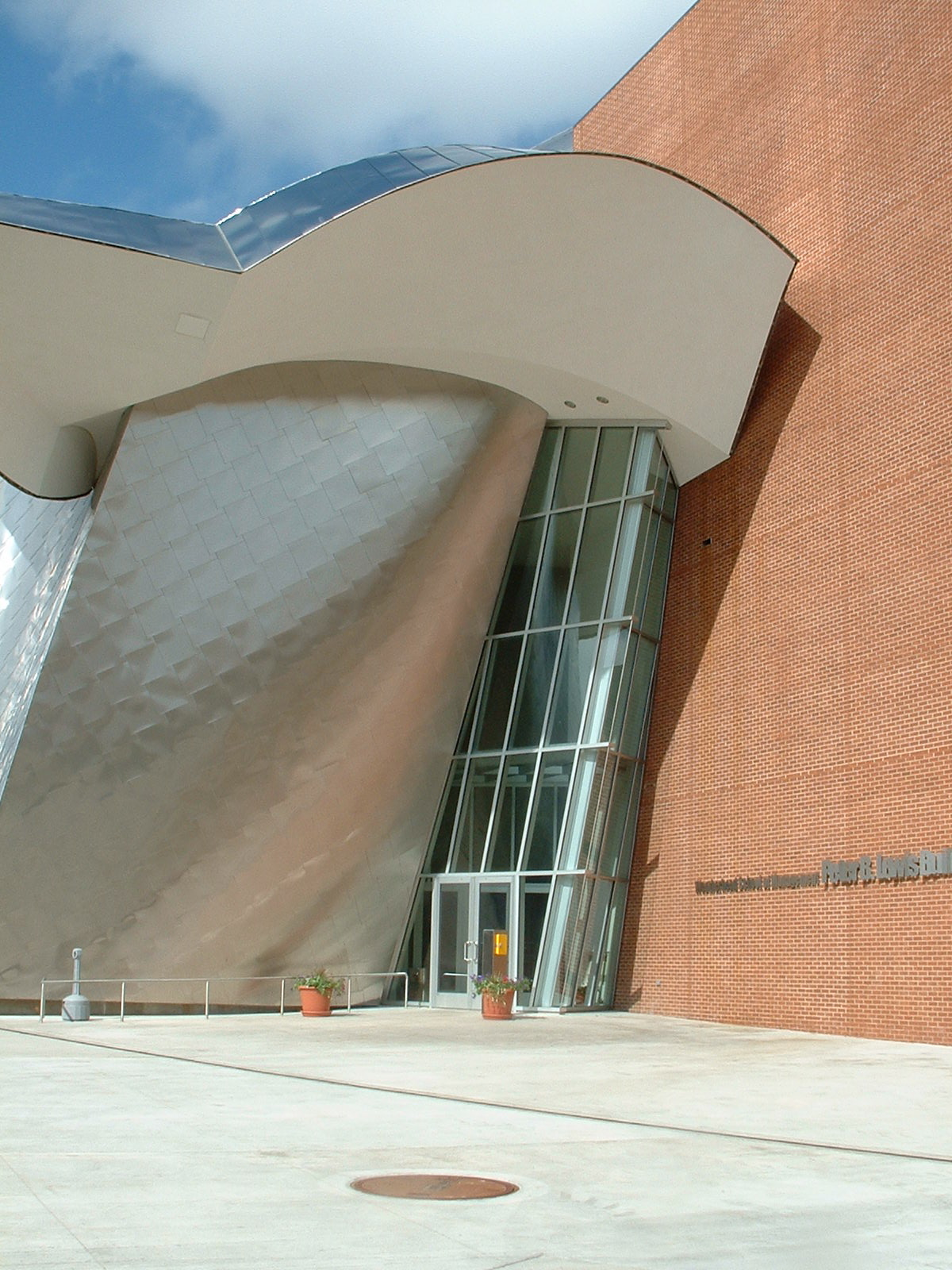
Edificio Peter B. Lewis.
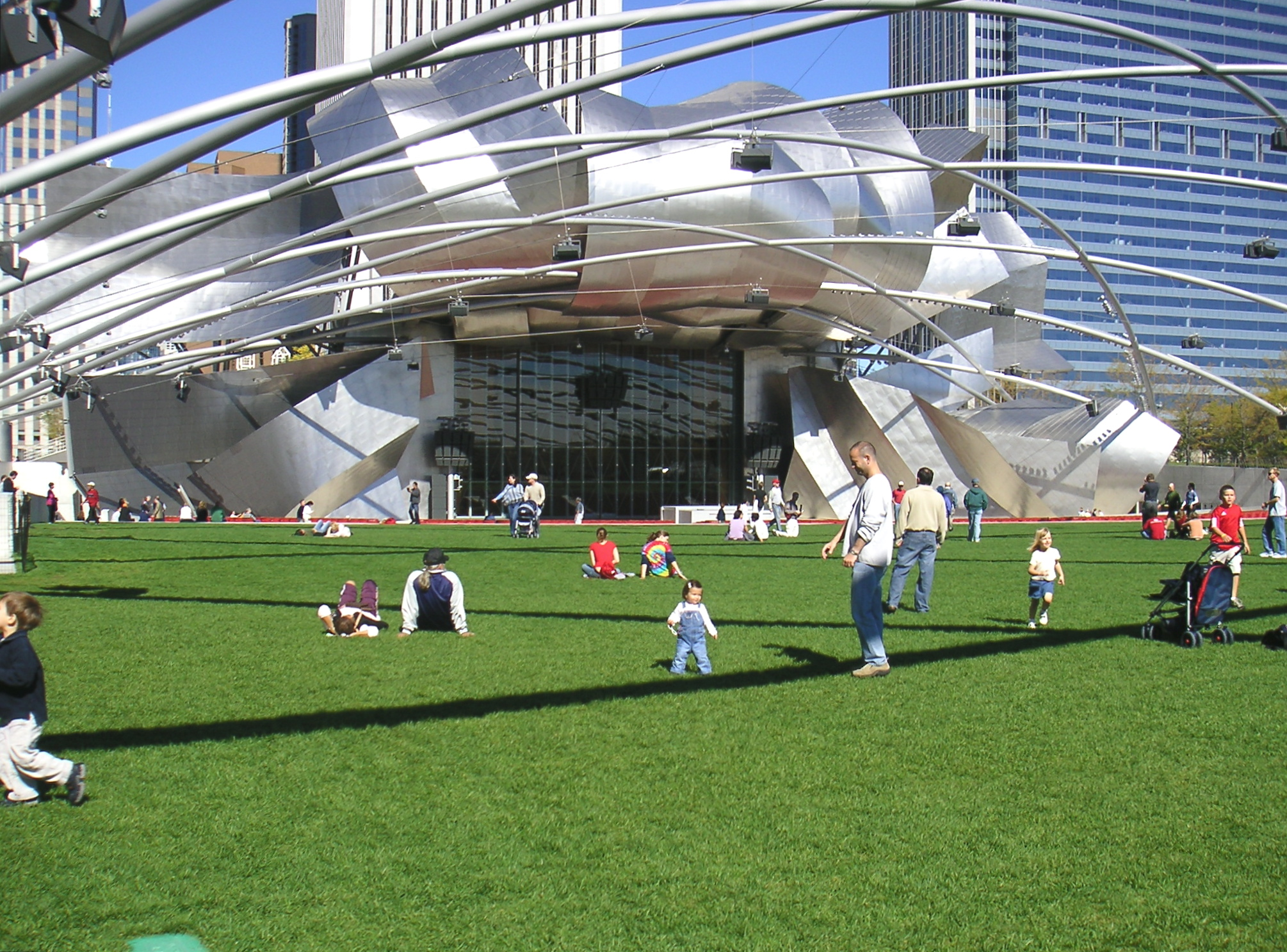
Pabellón Pritzker.
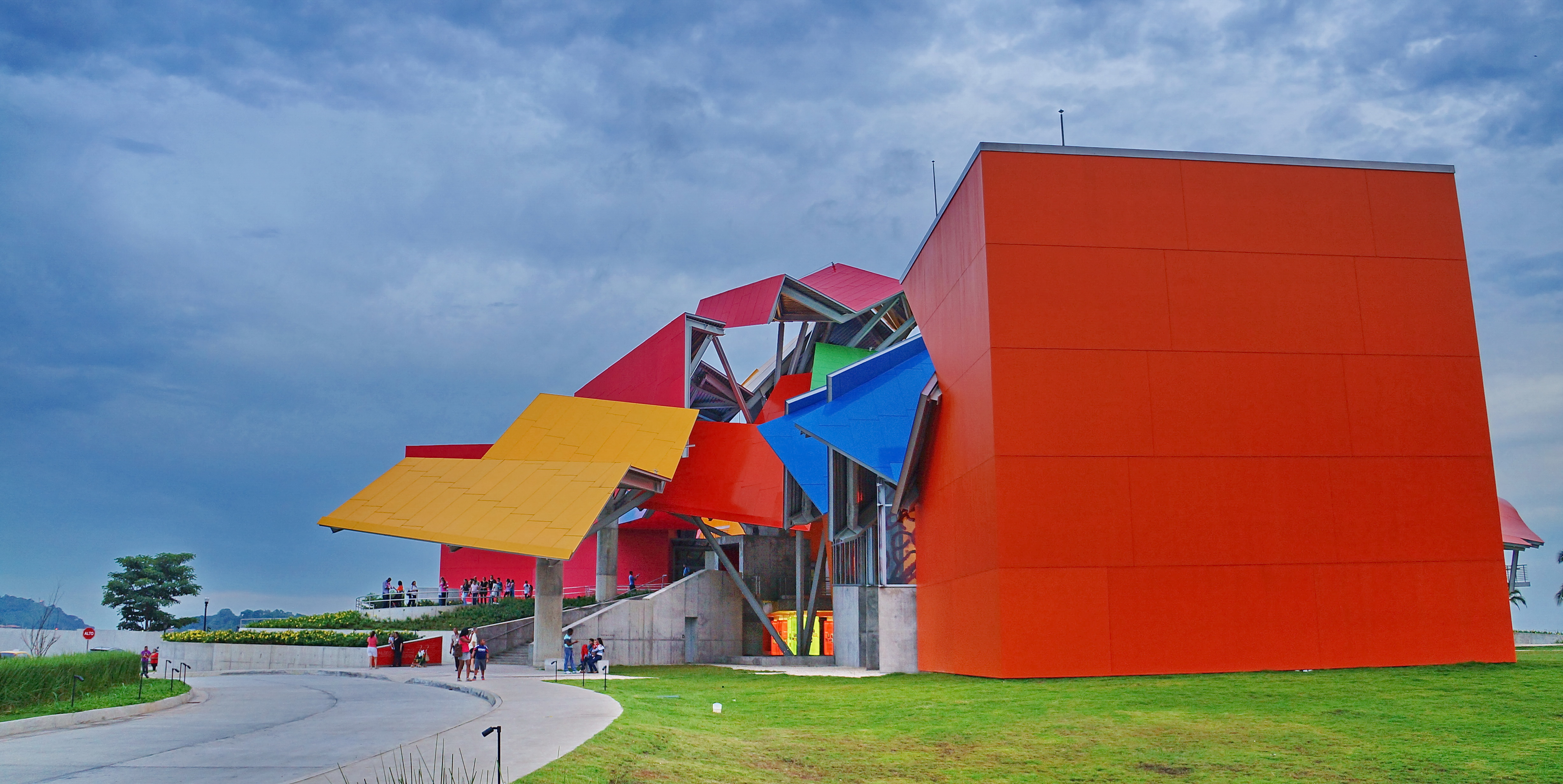
Museo de la biodiversidad en Panamá.
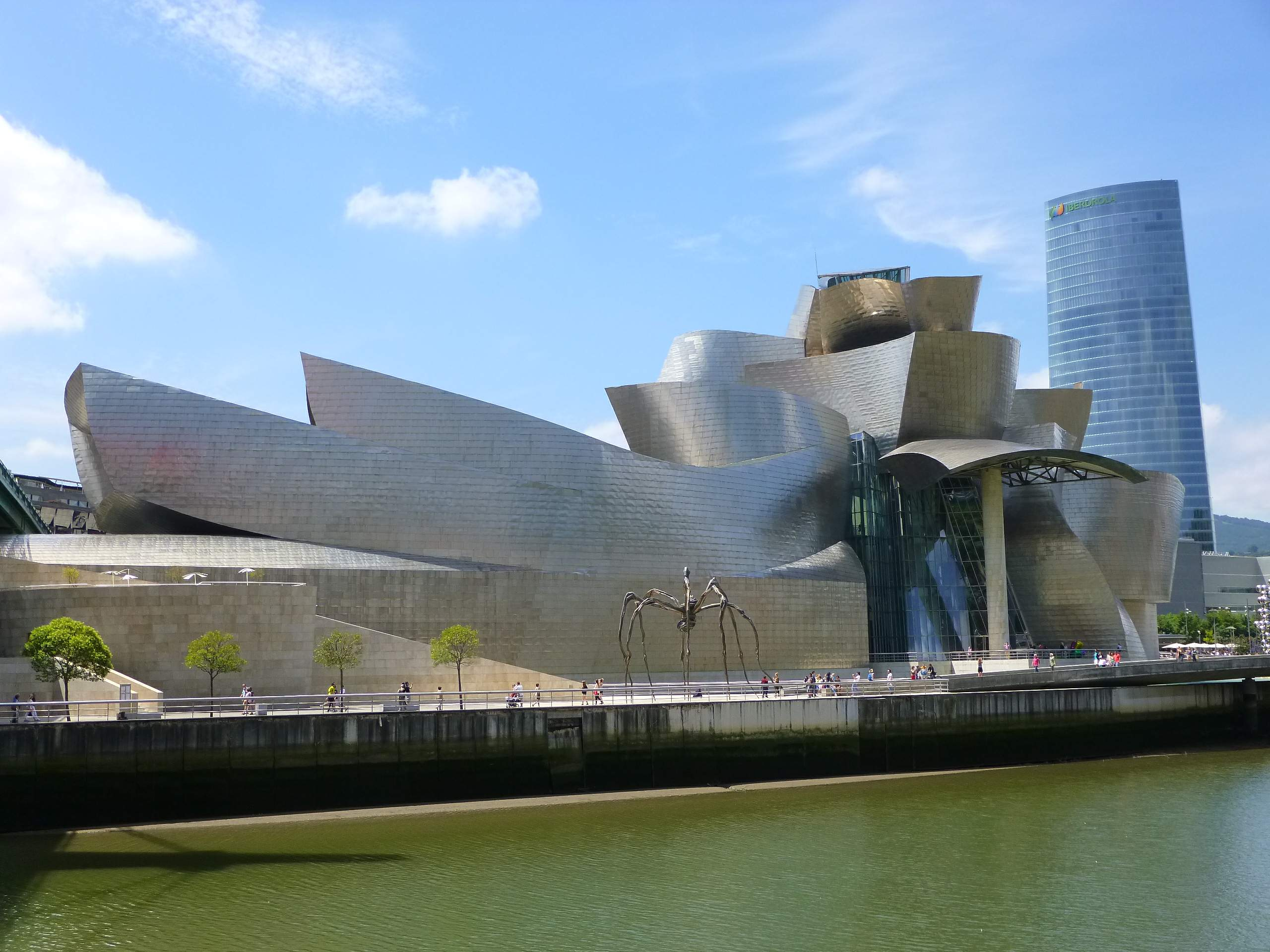
Museo Guggenheim Bilbao.
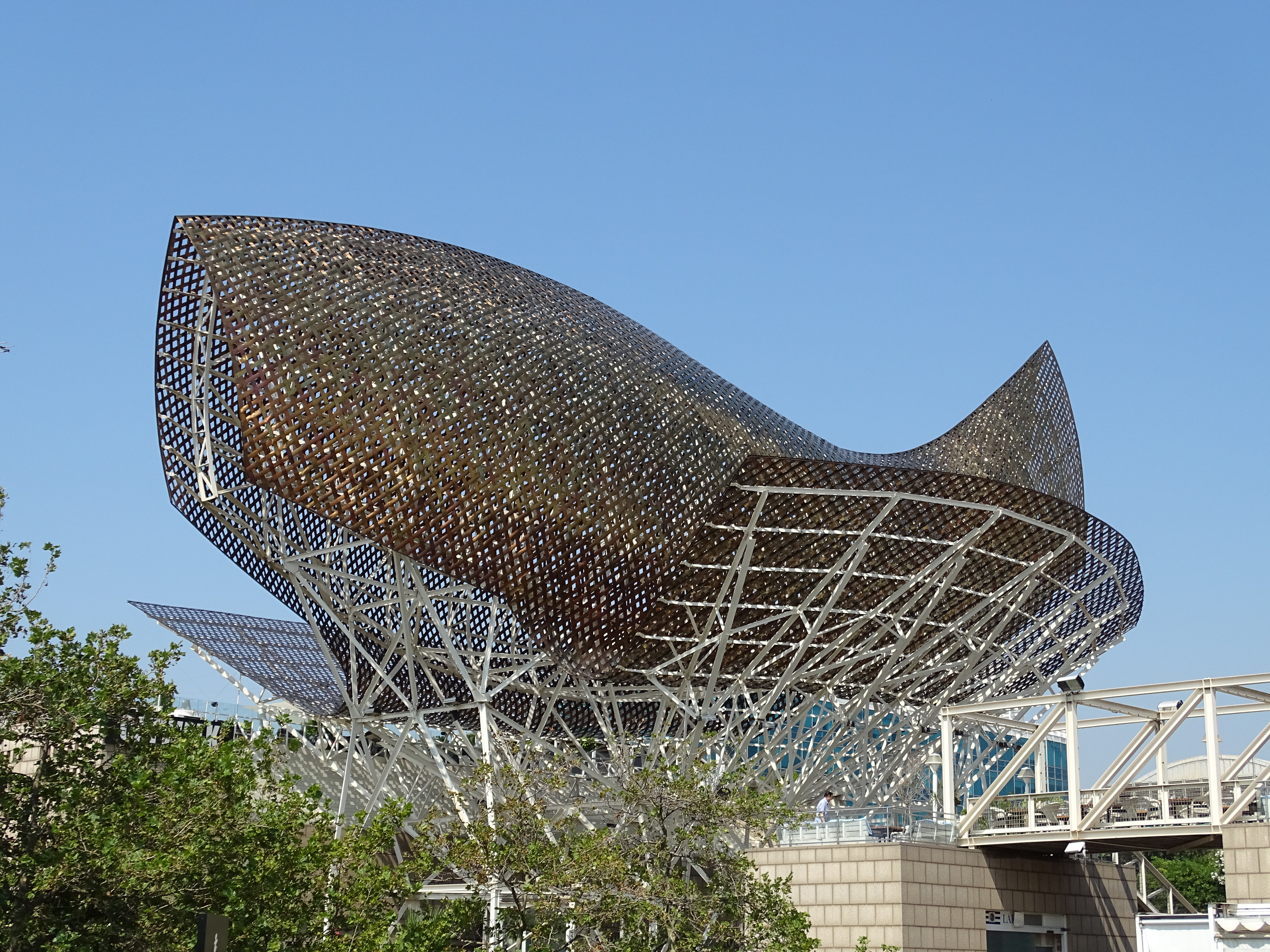
El Peix en el Port Olímpic de Barcelona.
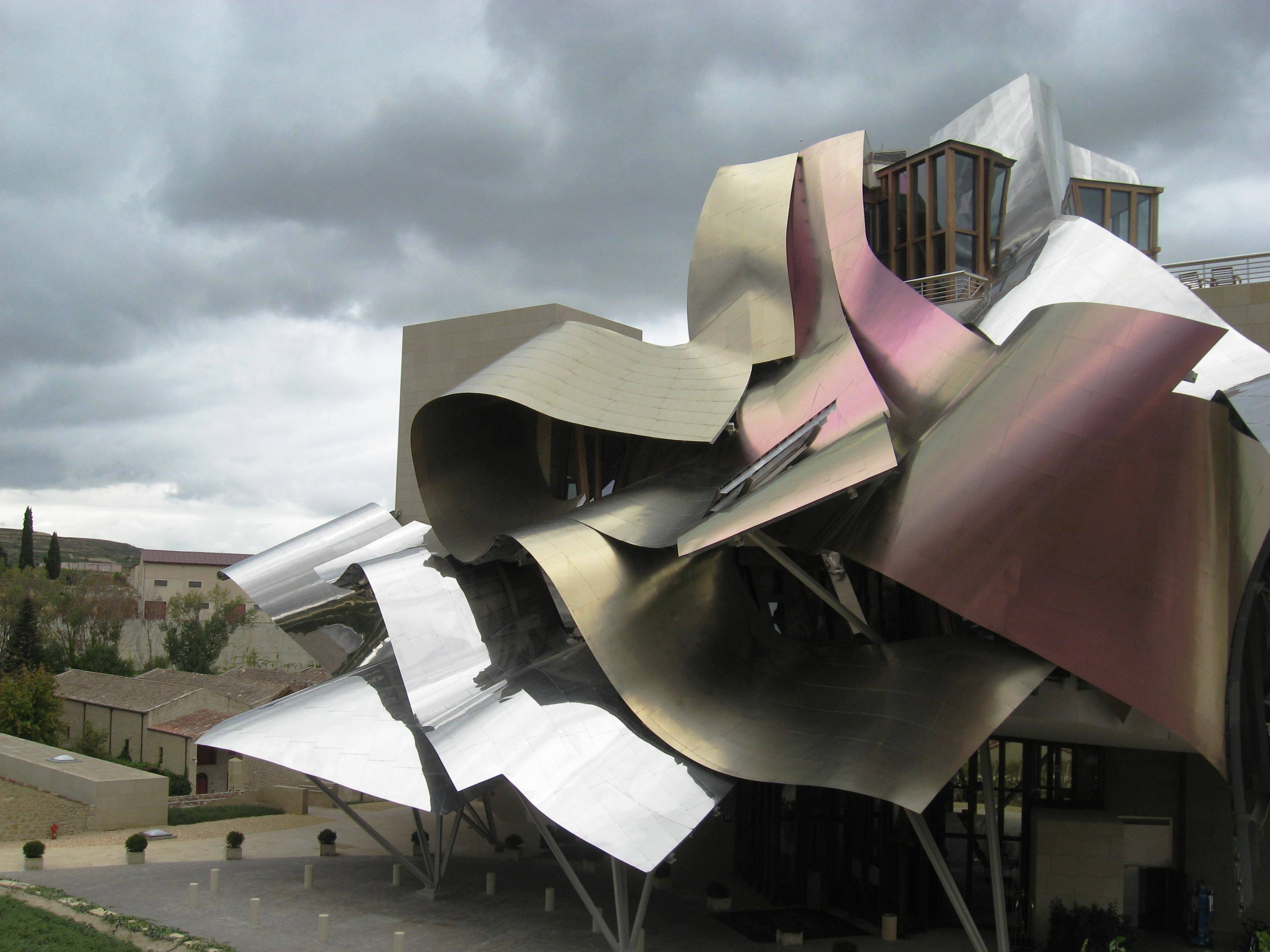
Hotel Marqués de Riscal en Elciego, Álava, España.
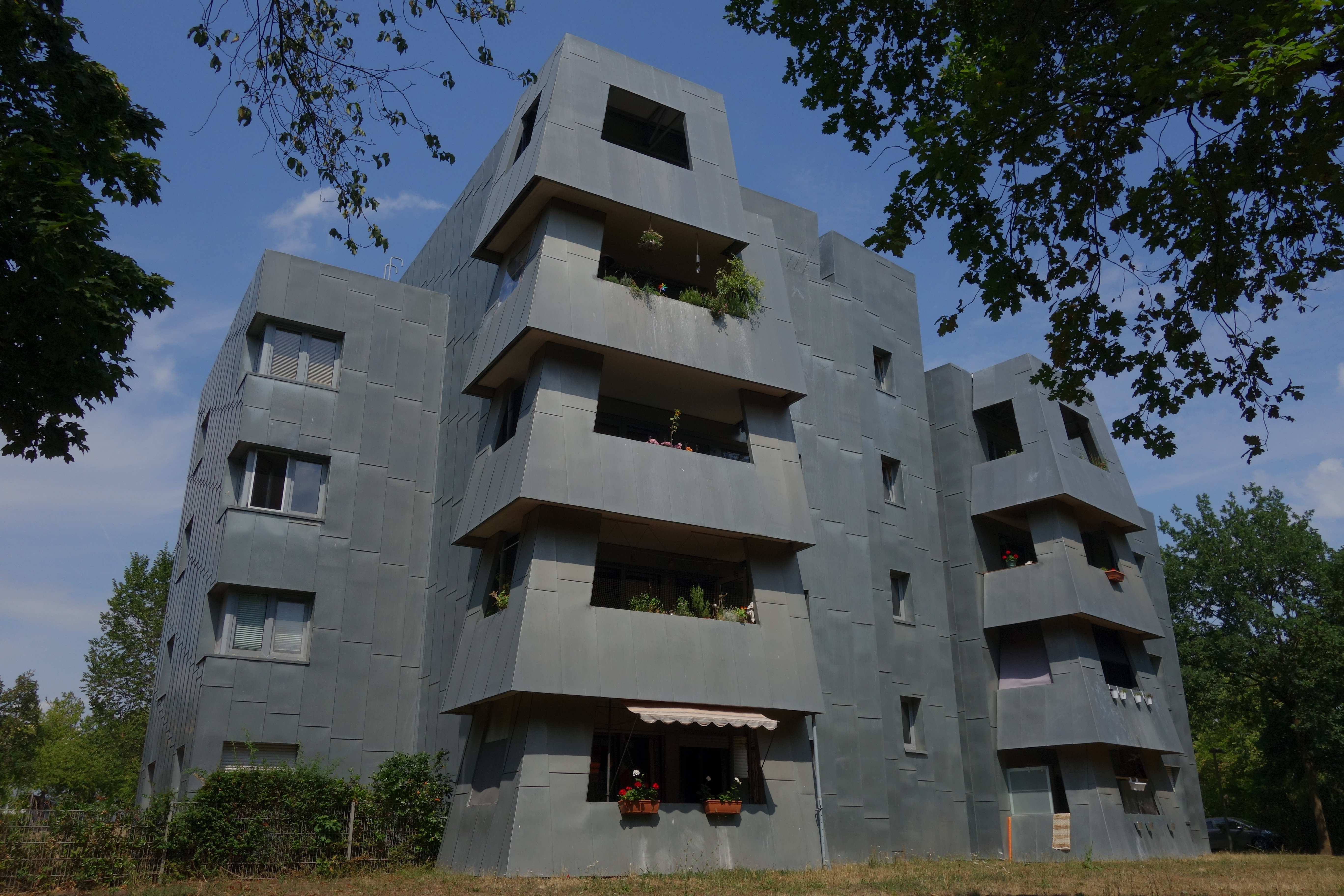
Vivienda pública en Fráncfort del Meno-Goldstein.